# GLAAD Media Awards 1994
La 5ª edizione dei GLAAD Media Awards si è tenuta nel 1994.

## Riconoscimenti Speciali
- Vanguard Award: Aaron Spelling
- Visibility Award: Roberta Achtenberg e Harvey Fierstein
- Premio Speciale: MTV

## Premi

### Miglior film
- Philadelphia

### Miglior film indipendente
- Il banchetto di nozze

### Miglior documentario
- Forbidden Love: The Unashamed Stories of Lesbian Lives

### Miglior serie commedia
- Dream On

### Miglior serie drammatica
- Sisters

### Miglior episodio serie TV commedia
- Seinfeld

### Miglior episodio serie TV drammatica
- Law & Order - I due volti della giustizia

### Miglior film per la televisione
- Guerra al virus